# Mason (Ohio)
Mason – miasto w Stanach Zjednoczonych, w południowo-zachodniej części stanu Ohio, na przedmieściach Cincinnati. Liczba mieszkańców w 2012 roku wynosiła 31 091.